# Ochuca
Ochuca es una localidad peruana ubicada en el distrito de Ayabaca, perteneciente a la provincia homónima del departamento de Piura, al norte del Perú. 

## Ubicación
Ochuca se ubica al norte de la provincia de Ayabaca, en el distrito de Ayabaca, en el departamento de Piura.

## Demografía
En 2017 Ochuca tenía una población de 5 habitantes.
| Gráfica de evolución demográfica de Ochuca entre 1993 y 2017 |
|                                                              |
| Fuentes: Población 1993 y 2017                               |